# Applethwaite
Applethwaite var en civil parish 1866–1894 när den delades mellan nybildade Bowness on Windermere och Windermere och utökade Ambleside, i distriktet Westmorland and Furness, i grevskapet Cumbria i England. Parish var belägen 13 km från Kendal och hade 2 252 invånare år 1891.